# 前31世纪
| 千纪： | 前5千纪 \| 前4千纪 \| 前3千纪 |
| 世纪： | 前34世纪 \| 前33世纪 \| 前32世纪 \| 前31世纪 \| 前30世纪 \| 前29世纪 \| 前28世纪                                                         |
| 年代： | 前3090年代 \| 前3080年代 \| 前3070年代 \| 前3060年代 \| 前3050年代 \| 前3040年代 \| 前3030年代 \| 前3020年代 \| 前3010年代 \| 前3000年代 |

前3100年至前3001年的这一段期间被称为前31世纪。

## 重要事件、发展与成就
- 科学技术

- 战争与政治
  - 迦南(Canaan)人開始在敘利亞-巴勒斯坦(Syria-Palestine)建立城邦，其中較重要者包括埃勃拉(Ebla)、哈勒布( Haleb)、哈佐爾(Hazor)等。 (約前3100)
  - 美尼斯統一上下埃及，早王朝时期開始。(約前3100)
  - 公元前3100年，南方蘇美人進入城邦時代，主要的城邦有烏魯克、烏爾等。
- 公元前31世纪的天灾人祸

- 文化娱乐
  - 塞尼特出現於古埃及前王朝時期，是世界上已知最古老的兩人版圖遊戲。

- 疾病与医学

- 环境与自然资源